# Bereitstellungsraum (Militär)
Ein Bereitstellungsraum ist ein Gebiet, in dem Truppen und Waffen für den unmittelbaren Einsatz oder vorsorglich gesammelt, gegliedert und bereitgestellt oder in Reserve gehalten werden. 
Der Standort des Bereitstellungsraums befindet sich in sicherer Lage in der Nähe zum Einsatzort, so dass die Kräfte schnell dorthin gelangen können, ohne selbst gefährdet zu sein. Im Bereitstellungsraum stehen die Truppen möglichst geordnet nach Art, Funktion oder Einheitszugehörigkeit ohne gegenseitige Behinderung.